# Фэрбенкс, Дуглас (младший)
Ду́глас Фэ́рбенкс-мла́дший (англ. Douglas Fairbanks, Jr.; 9 декабря 1909[…], Нью-Йорк, Нью-Йорк — 7 мая 2000[…], Нью-Йорк, Нью-Йорк) — американский киноактёр и кинопродюсер, капитан ВМФ США, герой Второй мировой войны, обладатель нескольких орденов и медалей разных стран, основатель военного спецподразделения «Пляжные прыгуны».

## Биография
Дуглас Элтон Улман Фэрбенкс-младший родился 9 декабря 1909 года в Нью-Йорке в семье известного актёра Дугласа Фэрбенкса-старшего и Анны Бет Салли; когда мальчику было 9 лет, они развелись.
Благодаря известности отца, не было ничего удивительного в том, что Фэрбенкс-младший начал карьеру актёра уже с семи лет, появившись в эпизодической роли (в титрах не указан) в фильме «Американская аристократия». В возрасте 12 лет исполнил свою вторую роль (также без указания в титрах) в ленте «Три мушкетёра», два года спустя последовала уже более заметная роль в картине Stephen Steps Out, а с 1925 года Фэрбенкс-младший стал сниматься регулярно. Окончил Политехнический институт в Пасадене и Гарвардскую военную академию. В 1936 году впервые попробовал себя как продюсер в фильме «Джентльмен-дилетант», и за 16 лет (за вычетом шести лет в армии, а после 1958 года продюсером не работал) стал продюсером 15 фильмов и 72 эпизодов двух сериалов.

### Вторая мировая война

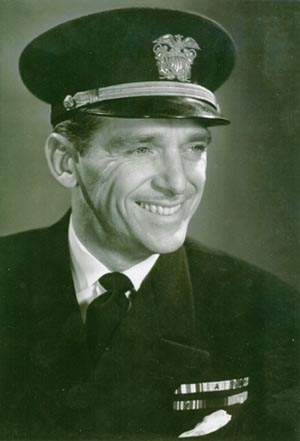
В 1948 году

Несмотря на то, что к началу войны Фэрбенкс уже был известным актёром, 17 апреля 1941 года он был призван в армию США, в ВМФ. 15 июня 1942 года получил звание лейтенанта, служил в Южной Америке, затем в Великобритании под командованием Луиса Маунтбеттена, потом в США под командованием Генри Хьюитта. Здесь, в Виргинии, Фэрбенкс изложил адмиралу Хьюитту свои соображения по поводу создания нового спецподразделения — «Пляжные прыгуны». Идея была одобрена и «Прыгуны» функционировали в 1943—1946 и 1951—1972 годах.
Фэрбенкс участвовал в таких крупных сражениях как Сицилийская операция и Южно-французская операция.
Вернулся к работе в кино сразу после окончания войны, но числился в рядах ВМФ до 1954 года, когда был уволен со службы в звании капитана 1-го ранга.

### После окончания войны
С 1947 года Фэрбенкс вернулся к работе в кино — как актёром, так и продюсером. К этому времени он очень полюбил Англию, а там его знали в высших светских кругах: в 1961 году он даже был приглашён на свадьбу Катарины Уорсли и герцога Кентского Эдварда. Лондонский Колледж гербов сделал Фэрбенксу собственный герб, на котором были изображены США и Великобритания, связанные через океан шёлковым узлом дружбы. Впоследствии стало известно, что он являлся информатором Вашингтона. В 1969 году был включён в Зал славы «Самых хорошо одевающихся людей». В 1981 году последний раз появился на широком экране. В 1988 году увидела свет автобиография Фэрбенкса The Salad Days. В 1989 году последний раз появился на телеэкранах, окончив свою карьеру в возрасте 80 лет.
Дуглас Фэрбенкс-младший скончался 7 мая 2000 года на 91-м году жизни от инфаркта миокарда в Нью-Йорке. Похоронен на кладбище «Голливуд навсегда» в Калифорнии в одном склепе с отцом.
В 2011 году особняк Фэрбенкса и ещё 430 лотов (его одежда, фотографии, книги, мебель и др.) были проданы с аукциона за 513 581 доллар.

### Личная жизнь
Первый раз Фэрбенкс женился 3 июня 1929 года на известной актрисе Джоан Кроуфорд, когда ему было всего 19 лет. С ней он на несколько месяцев улетел в Великобританию, где начал общаться с такими известными современниками как Ноэл Кауард, Гертруда Лоренс, Беатрис Лилли, герцог Кентский Георг. Фэрбенкс начал активно интересоваться общественной и политической жизнью, в то время как его жена думала только о своей карьере; вскоре она завела роман с известным актёром Кларком Гейблом, и 12 мая 1933 года Фэрбенкс и Кроуфорд развелись. Впрочем, Дуглас не держал зла на Джоан и активно выступил в её защиту, когда её приёмная дочь, актриса и писательница Кристина Кроуфорд, в 1978 году опубликовала биографию своей мачехи «Дорогая мамочка», наполненную нелицеприятными подробностями жизни Джоан.
22 апреля 1939 года Фэрбенкс женился второй раз. Его избранницей стала Мэри Ли Хартфорд (в девичестве — Эплинг), бывшая жена Хантингтона Хартфорда, бизнесмена (владелец старейшей в мире сети супермаркетов The Great Atlantic and Pacific Tea Company), кинопродюсера, коллекционера и филантропа. Дуглас и Мэри прожили вместе 49 лет до смерти Мэри Ли в 1988 году. От этого брака остались три дочери: Дафна, Виктория и Мелисса, а также 8 внуков и внучек и 10 правнуков и правнучек.
30 мая 1991 года Фэрбенкс в возрасте 81 года женился третий раз: супругу звали Вера Ли Шелтон, она работала мерчендайзером на кабельном телевидении. Пара прожила вместе 9 лет до смерти Дугласа.

## Награды
Военные
- Серебряная звезда (США)
- Орден «Легион почёта» (США)
- Крест «За военные заслуги» (Италия)
- Орден Почётного легиона (Франция)
- Военный крест (Франция)
- Крест «За выдающуюся службу» (Великобритания)
- Рыцарь-Командор ордена Британской империи (почётного)
- Орден «За заслуги перед Федеративной Республикой Германия» (ФРГ)

Кинематографические
- 8 февраля 1960 — три звезды на Голливудской Аллее Славы — за вклад в киноиндустрию (6318, Голливудский бульвар), в индустрию радио (6710, Голливудский бульвар) и в развитие телевидения (6661, Голливудский бульвар)

## Избранная фильмография

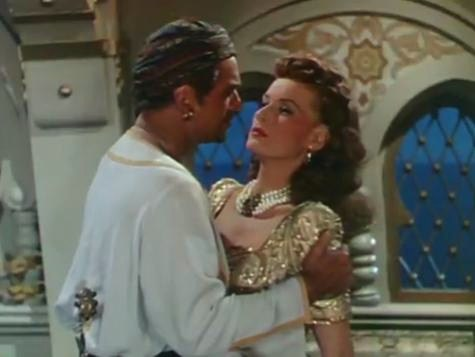
С Морин О’Хара в фильме «Синдбад-мореход».

### Актёр
- 1916 — Американская аристократия[англ.] / American Aristocracy — мальчик-газетчик (в титрах не указан)
- 1921 — Три мушкетёра / The Three Musketeers — мальчик (в титрах не указан)
- 1925 — Стелла Даллас[англ.] / Stella Dallas — Ричард Гросвенор
- 1925 — Авиапочта / The Air Mail — Сэнди
- 1927 — Женщины любят бриллианты[англ.] / Women Love Diamonds — Джерри Крокер-Келли
- 1928 — Власть прессы / The Power of the Press — Клем Роджерс
- 1928 — Зазывала[англ.] / The Barker — Крис Миллер
- 1928 — Женщина дела / A Woman of Affairs — Джеффри
- 1929 — Наши современные девушки[англ.] / Our Modern Maidens — Джил
- 1930 — Утренний патруль[англ.] / The Dawn Patrol — лейтенант Дуглас Скотт
- 1930 — Путь всех мужчин[англ.] / The Way of All Men — Билли «Медведь»
- 1930 — Обратная связь[англ.] / Outward Bound — Генри
- 1931 — Маленький Цезарь / Little Caesar — Джо Массара
- 1931 — Я люблю ваши нервы[англ.] / I Like Your Nerve — Ларри О'Брайен
- 1931 — Украденные драгоценности / The Stolen Jools — камео
- 1932 — Вокзал[англ.] / Union Depot — Чик Миллер, хобо
- 1932 — Багряная заря[англ.] / Scarlet Dawn — барон Никита Краснов
- 1933 — Парашютист[англ.] / Parachute Jumper — Билл Келлер, парашютист, бывший морпех
- 1933 — Жизнь Джимми Долана[англ.] / The Life of Jimmy Dolan — Джимми Долан
- 1933 — Утренняя слава / Morning Glory — Джозеф Шеридан
- 1933 — Пленённые[англ.] / Captured! — лейтенант Королевского лётного корпуса Фред Дигби
- 1934 — Возвышение Екатерины Великой / The Rise of Catherine the Great — Пётр III
- 1934 — Успех любой ценой[англ.] / Success at Any Price — Джо Мартин, аморальный клерк в рекламном агентстве
- 1936 — Джентльмен-дилетант[англ.] / The Amateur Gentleman — Джон Беверли, он же Барнабас Бэрти
- 1937 — Пленник Зенды / The Prisoner of Zenda — Руперт из Генцау
- 1938 — Ярость Парижа[англ.] / The Rage of Paris — Джим Тревор
- 1938 — Having Wonderful Time — Чик Киркленд, официант-красавчик
- 1938 — Молодой сердцем[англ.] / The Young in Heart — Ричард Карлтон
- 1939 — Ганга Дин / Gunga Din — Баллантайн, сержант британской армии
- 1940 — Зелёный ад[англ.] / Green Hell — Кит Брэндон
- 1940 — Ангелы над Бродвеем[англ.] / Angels Over Broadway — Билл О'Брайен
- 1941 — Корсиканские братья[англ.] / The Corsican Brothers — Люсьен Франчи / Марио Франчи
- 1947 — Синдбад-мореход / Sinbad the Sailor — Синдбад-мореход
- 1947 — Изгнание[англ.] / The Exile — Карл II
- 1948 — Эта дама в горностае / That Lady in Ermine — полковник Ладислас Теглаш / герцог
- 1979, 1981 — Лодка любви / The Love Boat — Эллиотт (в 3 эпизодах)
- 1981 — История с привидениями / Ghost Story — Эдвард Чарльз Уондерли

### Продюсер
- 1936 — Джентльмен-дилетант[англ.] / The Amateur Gentleman
- 1940 — Ангелы над Бродвеем[англ.] / Angels Over Broadway (ассоциированный)
- 1947 — Изгнание[англ.] / The Exile
- 1953 — Терри и пираты[англ.] / Terry and the Pirates (исполнительный, 13 эпизодов)
- 1958 — Погоня за мрачной тенью[англ.] / Chase a Crooked Shadow